# Emmanuel Corrèze
Emmanuel Corrèze (Arles, 9 maart 1982) is een voormalig Frans voetballer. Corrèze was een middenvelder.

## Biografie
Corrèze genoot z'n jeugdopleiding bij Olympique Marseille, maar vertrok in 2003 naar GFC Ajaccio. Na één seizoen trok hij naar het buitenland, Germinal Beerschot, maar dat werd geen succes: in december 2004 werd zijn contract er al ontbonden. Corrèze sloot zich daarop aan bij AC Arles, de club uit zijn geboortestad die toen in de CFA2 speelde. Corrèze promoveerde met de club in vijf jaar tijd van de vijfde Franse divisie naar de Ligue 1.
Na de degradatie van Arles-Avignon in 2011 kwam Corrèze nog even voor de club uit in de Ligue 2, maar uiteindelijk verhuisde hij naar derdeklasser Nîmes Olympique. In zijn eerste seizoen werd hij kampioen met de club in de Championnat National.

## Carrière
| seizoen | club               | land      | competitie           | wed. | goals |
| ------- | ------------------ | --------- | -------------------- | ---- | ----- |
| 2003/04 | GFC Ajaccio        | Frankrijk | Championnat National | 14   | 1     |
| 2004/05 | Germinal Beerschot | België    | Jupiler League       | 1    | 0     |
| 2005/06 | AC Arles           | Frankrijk | CFA 2                |      |       |
| 2006/07 | AC Arles           | Frankrijk | CFA                  | 28   | 1     |
| 2007/08 | AC Arles           | Frankrijk | Championnat National | 25   | 0     |
| 2008/09 | AC Arles           | Frankrijk | Championnat National | 17   | 1     |
| 2009/10 | AC Arles-Avignon   | Frankrijk | Ligue 2              | 18   | 0     |
| 2010/11 | AC Arles-Avignon   | Frankrijk | Ligue 1              | 8    | 0     |
|         |                    |           | Totaal               | 110  | 3     |

Laatst bijgewerkt: 12 mei 2011